# Kastellet
Kastellet (en danés: la ciudadela), es una de las fortificaciones de Copenhague, Dinamarca, y una de las mejor conservadas del norte de Europa. Está construido en forma de estrella con bastiones en sus esquinas. Kastellet fue una continuación del anillo de bastiones amurallados que rodean a Copenhague.
Una serie de edificios se encuentran dentro de los terrenos de Kastellet, incluyendo una iglesia, así como un molino de viento. La zona alberga diversas actividades militares, pero principalmente se utiliza como parque público y sitio histórico.

## Historia
La construcción de Kastellet fue iniciada por el rey Cristián IV de Dinamarca en 1626 con la construcción de un afianzamiento de defensa de Copenhague en la parte norte de la muralla. El rey originalmente tenía planes de construcción de un gran castillo, que habría sido situado en el mismo sitio, y en el que el propio rey podría buscar refugio, pero el plan fue abandonado debido a limitaciones económicas. La construcción continuó con su sucesor, el rey Federico III de Dinamarca. Tras el asedio sueco a Copenhague durante la guerra sueco-danesa (1658-1660), el ingeniero holandés Henrik Rüse fue llamado para ayudar a reconstruir y ampliar la construcción. La fortificación fue nombrada Citadellet Frederikshavn, pero es más conocido como Kastellet.
Kastellet formó parte de la defensa de Copenhague contra Inglaterra en la batalla de Copenhague de 1807.
Christen Købke (1810–1848), pintor danés asociado a la edad de oro de la pintura danesa, creció en Kastellet y muchas pinturas suyas son de esta zona.
Durante la invasión alemana de Dinamarca, el 9 de abril de 1940, las tropas alemanas que aterrizaba en el cercano puerto capturaron la ciudadela con muy poca resistencia, forzando así al Gobierno danés a rendirse.
Kastellet fue renovado en el periodo de 1989–1999 con fondos de A.P. Møller-Mærsk y Wife Chastine McKinney Møllers General Fund.

## Kastellet hoy
Kastellet es hoy una zona pacífica, protegida, sirviendo como un parque público, un monumento cultural histórico y, todavía propiedad del Ministerio de Defensa danés, como un área militar en funcionamiento. La actividad militar en la zona incluye el uso por el jefe de la Guardia danesa (Hjemmeværnet), Inteligencia de Defensa (Forsvarets Efterretningstjeneste), Cuerpo de Jueces de Defensa (Forsvarets Auditørkorps) y biblioteca de la guardia real.
Se encuentra cerca de Langelinie, de La sirenita y la fuente de Gefion. Es un lugar apropiado para ir de paseo en un día soleado y es muy popular entre los niños por los muchos animales y aves existentes en los alrededores.

## Diseño

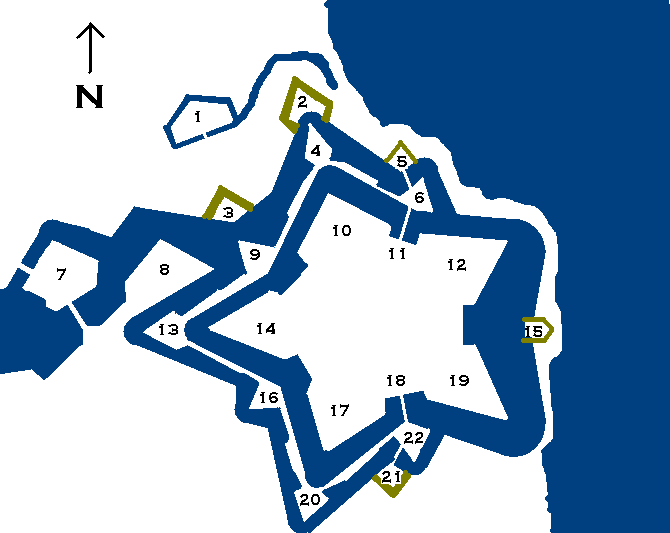
Kastellet alrededor de 1750:
1) Lunette de Spitsbergen
2) Reduit de Feroe
3) Reduit de Hetland
4) Contregarde de Lolland
5) Reduit de Noruega
6) Revellín de Noruega
7) Revellín de Østerport
8) Bastión de Groenlandia
9) Revellín de Bornholm
10) Bastión del Príncipe
11) Puerta Noruega
12) Bastión de la Princesa
13) Contregarde de Møn
14) Bastión del Rey
15) Reduit de Pinneberg
16) Revellín de Fionia
17) Bastión de la Reina
18) Puerta del Rey (o Puerta de Selandia)
19) Bastión del Conde
20) Contregarde de Falster
21) Reduit de Selandia
22) Revellín de Selandia.

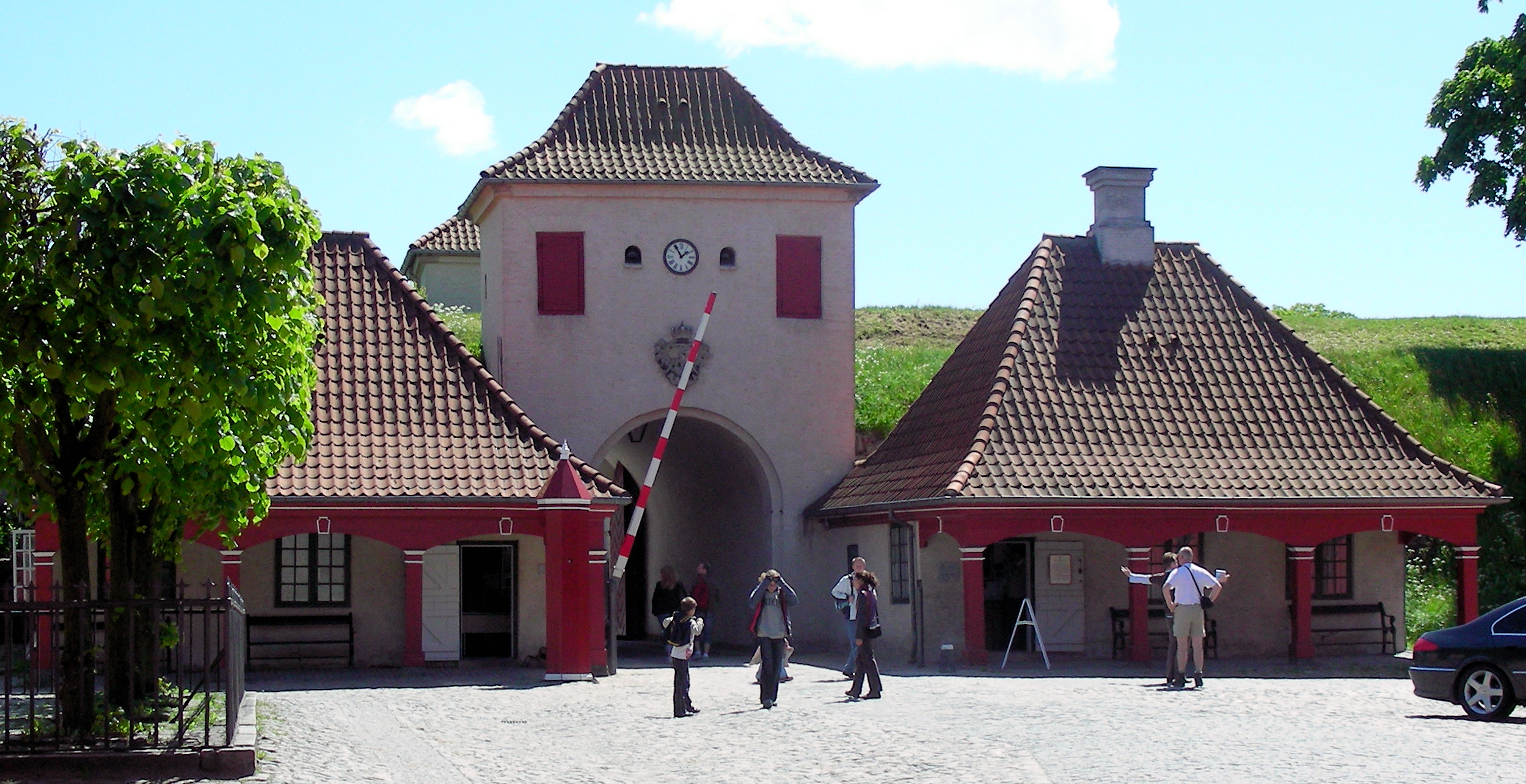
Puerta del Rey, Kastellet

La entrada principal del Kastellet es Kongeporten (Puerta del Rey). Construido en un estilo barroco holandés, fue terminado en 1634. La puerta está decorada con un busto de Federico III de Dinamarca. Delante de los puerta existen dos edificios, llamados caponeras, desde donde era posible mantener las tropas bajo fuego. Justo en la puerta se encuentra un guardia del edificio.
La puerta Norgesporten (Puerta de Noruega), utilizada para salir al campo y por lo tanto, se ha construido con un diseño más simple. La caponera de esta puerta fue demolida a finales del siglo XIX, mientras que el edificio de la guardia se ha conservado.

## Bastiones
Los cinco bastiones son nombrados como sigue: Bastión del Rey (Kongens Bastion), Bastión de la Reina (Dronningens Bastion), Bastión del Conde (Grevens Bastion), Bastión de la Princesa (Prinsessens Bastion) y Bastión del Príncipe (Prinsens Bastion).

## Obra exterior
La línea Smedelinien es un sistema defensivo exterior, separado del interior mediante un foso, ubicado al sur y suroeste de la ciudad. Constaba de cuatro revellín y tres guardia interconectados por terraplenes largos y bajos. En Revellín de Fyn, una de las fraguas homónima ha sido preservada y ahora es usado por las autoridades del parque. Otra fragua fue construida en Falster en 1709. Reconstruida en 1888, ahora sirve como residencia de los empleados militares. Cuando se construyó el puerto libre de Copenhague, fue excavada la porción norte de Smedelinien, pero la parte restante fue puesta a disposición de Copenhague en 1918 y ahora sirven de zonas verdes.

## Edificios

### Casa del Comandante
La Casa del Comandante (Kommandantboligen) ocupó la residencia del comandante de Kastellet. Fue construido en 1725 en estilo barroco por el arquitecto y maestro constructor Elias David Häusser, quien también diseñó el primer palacio de Christiansborg. Ahora es la residencia oficial del jefe danés de defensa.

### Iglesia y Prisión
La iglesia en la ciudadela fue construida en 1704 en estilo barroco pesado durante el reinado del rey Federico IV de Dinamarca. Se amplió con una prisión compleja en la parte trasera de la construcción en 1725. Entre los muros de la prisión y la iglesia había agujeros a las celdas del preso para que los reclusos pudiesen seguir los servicios religiosos.
Struensee esperó en esta cárcel de Kastellet su ejecución. El explorador inglés y pirata John Norcross fue la persona encarcelada durante más tiempo en Kastellet. Estuvo 32 años en la prisión de Kastellet, 16 de los cuales en una jaula de madera.

### Molino de viento

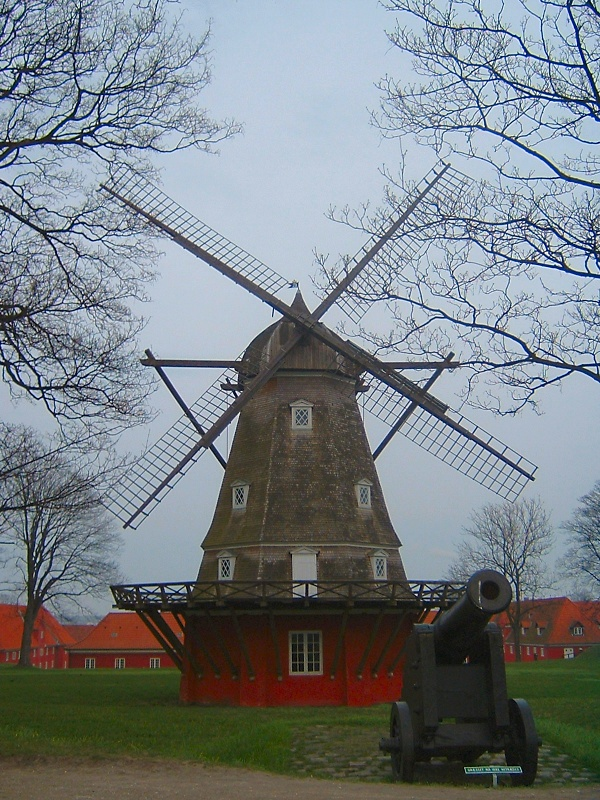
El molino de viento de Kastellet

En el Bastión del Rey, en la esquina suroeste de Kastellet, destaca un molino de viento. Construido en 1847, reemplazó a otro molino de 1718, que fue destruido por una tormenta el año anterior. El molino original fue un molino europeo mientras el molino actual es del tipo holandés.
Una ciudad fortificada necesitaba asegurar suministros, incluidos los suministros de harina y copos de avena, en caso de asedio, se construyeron numerosos molinos de viento en los bastiones. En 1800, se encontraron un total de 16 molinos de viento en las murallas de Copenhague. El molino en Kastellet es el último que sigue trabajando, mientras que el de Lille Mølle, en la muralla de Christianshavn, fue transformada en una casa privada en 1915 y ahora sobrevive como museo histórico.
La emperatriz de Rusia María Fiódorovna, hija de Cristián IX de Dinamarca, obtuvo su harina de centeno de la almazara en Kastellet. La fábrica de pan del ejército lo enviaba a la Corte Imperial de San Petersburgo, donde se servía el típico øllebrød cada mañana en el Palacio Anichkov.

## Ballet en Kastellet
Desde el año 2000 el Real Ballet Danés ha dado un concierto anual al aire libre en Kastellet. El evento se realizaba originalmente en agosto pero desde 2009 se lleva a cabo a principios de junio. El programa, realizado al final de la temporada, muestra lo más destacado de la temporada finalizada y de la próxima temporada, incluyendo danza clásica y moderna. Atrae hasta 8000 personas, sentadas en el césped y en las laderas de las murallas.

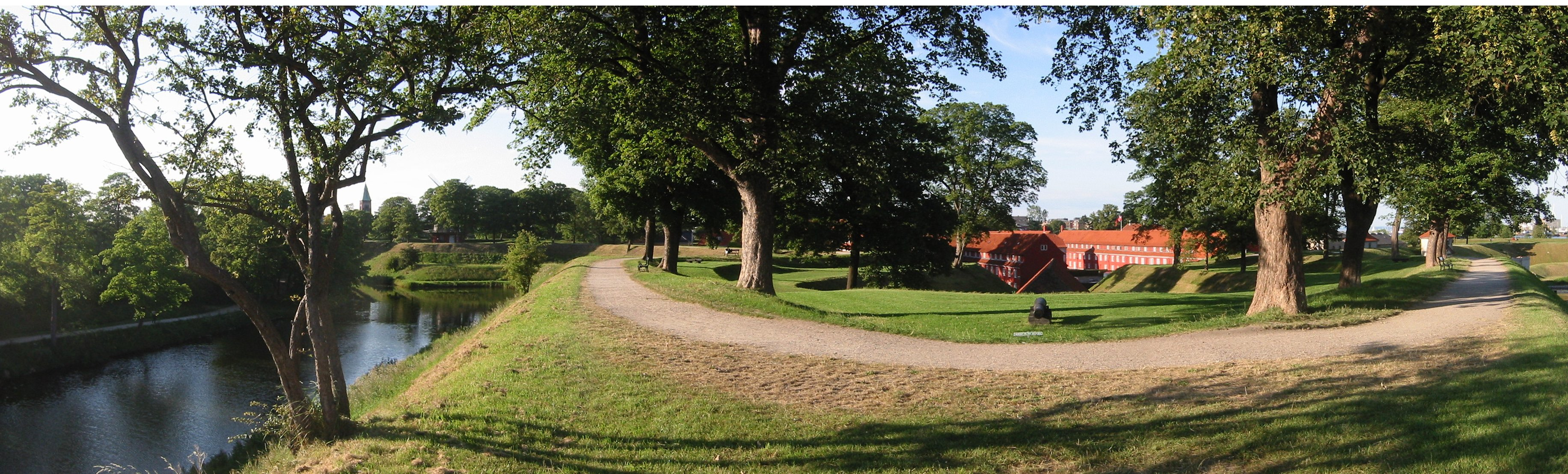
Panorámica de Kastellet